# Nigeria op de Olympische Zomerspelen 1972
Nigeria nam deel aan de Olympische Zomerspelen 1972 in München, West-Duitsland. Tijdens deze Spelen werd de tweede olympische medaille ooit door Nigeria gewonnen; brons net als in 1964.

## Medailleoverzicht
| Sport  | Olympiër       | Onderdeel | Medaille |
| ------ | -------------- | --------- | -------- |
| Boksen | Isaac Ikhouria | -81kg (m) | Brons    |

## Deelnemers en resultaten

### Atletiek
| Olympiër                                                                                  | Discipline             | Resultaat | Prestatie |
| ----------------------------------------------------------------------------------------- | ---------------------- | --------- | --- |
| Kola Abdulai                                                                              | 100m (m)               | 17e       | serie 5: 2de in 10,57 kwartfinale 4: 4de in 10,41 |
| Benedict Majekodunmi                                                                      | 100m (m)               | 47e       | serie 11: 4de in 10,70 |
| Benedict Majekodunmi                                                                      | 200m (m)               | DNS       | serie 5: niet gestart |
| Bruce Ijirighwo                                                                           | 400m (m)               | 25e       | serie 2: 5de in 46,59 kwartfinale 3: 5de in 46,81 |
| Robert Ojo                                                                                | 400m (m)               | 23e       | serie 5: 4de in 47,03 kwartfinale 1: 6de in 46,73 |
| Jaiye Abidoye                                                                             | 800m (m)               | 46e       | serie 8: 6de in 1.52,0 |
| Jaiye Abidoye                                                                             | 1500m (m)              | 53e       | serie 6: 9de in 3.48,8 |
| Adeola Aboyade-Cole                                                                       | 110m horden (m)        | 21e       | serie 1: 5de in 14,16 |
| Gladstone Agbamu                                                                          | 400m horden (m)        | 31e       | serie 5: 7de in 53,68 |
| Kola Abdulai Rex Bazunu James Olakunle Timon Oyebami Benedict Majekodunmi Robert Ojo      | 4x100m (m)             | 12e       | serie 2: 3de in 39,66 halve finale 1: 6de in 39,73 |
| Musa Dogon Yaro Bruce Ijirighwo Mamman Makama Robert Ojo Paulinus Nwokoro Taiko Orungbemi | 4x400m (m)             | 11e       | serie 2: 3de in 3.04,31 |
| Samuel Igun                                                                               | verspringen (m)        | DNS       | kwalificatie groep B: niet gestart |
| Samuel Igun                                                                               | hink-stap-springen (m) | 11e       | kwalificatie groep A: 6de met 16,33m finale: 11de met 16,03m                                                                                            |
|                                                                                           |                        |           | |
| Emilia Edet                                                                               | 100m (v)               | 37e       | serie 5: 7de in 12,06 |
| Helen Olaye                                                                               | 200m (v)               | 29e       | serie 2: 5de in 25,30 kwartfinale 4: 8ste in 25,09 |
| Emilia Edet                                                                               | 100m horden (v)        | 23e       | serie 4: 7de in 14,67 |
| Emilia Edet Ashanti Obi Helen Olaye Modupe Oshikoya Beatrice Ewuzie Nnenna Njoku          | 4x100m (v)             | 12e       | serie 1: 7de in 45,15 |
| Modupe Oshikoya                                                                           | verspringen (v)        | 19e       | kwalificatie groep A: 8ste met 6,22m |
| Nnenna Njoku                                                                              | hoogspringen (v)       | DNF       | kwalificatie groep B: geen geldige poging |
| Nnenna Njoku                                                                              | kogelstoten (v)        | 18e       | kwalificatie: 18de met 10,63m |
| Modupe Oshikoya                                                                           | vijfkamp (v)           | 14e       | 100m horden: 10de in 13,96 kogelstoten: 29ste met 10,00m hoogspringen: 10de met 1,68m verspringen: 7de met 6,27m 200m: 5de in 23,98 totaal: 4279 punten |

### Boksen
| Olympiër        | Discipline  | Resultaat | Prestatie |
| --------------- | ----------- | --------- | --- |
| Michael Andrews | -57kg (m)   | 17e       | 1ste ronde: W van SEN Faye: 5-0 2de ronde: V van HUN Botos: 0-5                                                                                |
| Adeyemi Abayomi | -60kg (m)   | 17e       | 1ste ronde: vrij 2de ronde: V van ROU Vasile: knock-out                                                                                        |
| Obisia Nwakpa   | -63,5kg (m) | 17e       | 1ste ronde: V van PUR Negron: 1-4 |
| Joe Mensah      | -67kg (m)   | 17e       | 1ste ronde: vrij 2de ronde: V van MEX Lozano: 0-5                                                                                              |
| Isaac Ikhouria  | -81kg (m)   | Brons     | 1ste ronde: W van SUI Schaer: 3-2 2de ronde: W van BRA Oliveira: 5-0 kwartfinale: W van URS Anfimov: 3-2 halve finale: V van CUB Carrillo: 0-5 |
| Fatai Ayinla    | +81g (m)    | 9e        | 1ste ronde: V van CAN Morgan: 2-3 |

Afghanistan · Albanië · Algerije · Amerikaanse Maagdeneilanden · Argentinië · Australië · Bahama's · Barbados · België · Bermuda · Birma · Bolivia · Bondsrepubliek Duitsland · Brazilië · Brits-Honduras · Bulgarije · Canada · Ceylon · Chili · Colombia · Congo-Brazzaville · Costa Rica · Cuba · Dahomey · Denemarken · Dominicaanse Republiek · Duitse Democratische Republiek · Ecuador · Egypte · El Salvador · Ethiopië · Fiji · Filipijnen · Finland · Frankrijk · Gabon · Ghana · Griekenland · Groot-Brittannië · Guatemala · Guyana · Haïti · Hongarije · Hongkong · Ierland · IJsland · India · Indonesië · Iran · Israël · Italië · Ivoorkust · Jamaica · Japan · Joegoslavië · Kameroen · Kenia · Khmerrepubliek · Koeweit · Lesotho · Libanon · Liberia · Liechtenstein · Luxemburg · Madagaskar · Malawi · Maleisië · Mali · Malta · Marokko · Mexico · Monaco · Mongolië · Nederland · Nederlandse Antillen · Nepal · Nicaragua · Nieuw-Zeeland · Niger · Nigeria · Noord-Korea · Noorwegen · Oeganda · Oostenrijk · Opper-Volta · Pakistan · Panama · Paraguay · Peru · Polen · Portugal · Puerto Rico · Roemenië · San Marino · Saoedi-Arabië · Senegal · Singapore · Soedan · Somalië · Sovjet-Unie · Spanje · Suriname · Swaziland · Syrië · Taiwan · Tanzania · Thailand · Togo · Trinidad en Tobago · Tsjaad · Tsjecho-Slowakije · Tunesië · Turkije · Uruguay · Venezuela · Verenigde Staten · Vietnam · Zambia · Zuid-Korea · Zweden · Zwitserland